# John Bryson
John E. Bryson (Nova Iorque, 24 de julho de 1943 – San Marino, 13 de maio de 2025) foi um CEO, chamado chairman e também foi CEO da Edison International, a empresa-mãe da Southern California Edison. Ele também é um diretor da The Boeing Company, da W. M. Keck Foundation, e da The Walt Disney Company, um diretor e administrador para três fundos nos fundos no complexo da Western Asset, um administrador do Instituto de Tecnologia da Califórnia, e co-presidente do Conselho do Pacífico na Política Internacional. Ele serve ou serviu em um número de ensino, ambiental, e outras idéias sem fins lucrativos, incluindo o seu mandato como presidente da California Business Roundtable, e como administrador da Universidade de Stanford. John Bryson é um pós-graduado da Universidade de Stanford e da Yale Law School.
John Bryson se aposentou em 31 de julho de 2008, para ser substituído por Ted Craver.